# آفرین پدر
آفرین پدر (انگلیسی: Well Done Abba) یک فیلم به شیام بنگال محصول سال ۲۰۰۹ میلادی است.

## بازیگران
- بومان ایرانی
- مینیشا لامبا
- سمیر داتانی
- راوی کیشان
- ایلا آرون
- Salim Ghouse
- سونالی کولکارنی
- راجیت کاپور
- آکیل میشرا
- یاشپال شارما
- راوی جانکال
- Deepika Amin
- راجندرا گوپتا
- راهول سینگ
- آنایتا نایر